# Санчес, Франсиско
Франсиско Санчес (лат. Sanctius,  исп. Francisco Sanchez) (1523, Туй — 1601, Тулуза) — испанский гуманист, филолог. 

## Научная деятельность
Являлся профессором риторики и греческого языка в Саламанке: разъяснением и точным установлением правил латинского синтаксиса много подвинул вперед изучение латыни.

### Труды
Главный труд — «Minerva, seu de causis linguae latinae commentarius» (Саламанка, 1587), изобилующий тонкими и остроумными замечаниями, издавался много раз; последние и лучшие издания, в которые включены комментарии Шоппе и Перизония, дали Scheid (Лейден, 1785) и Bauer (Лейпциг, 1793—1801).
Другие исследования и комментарии к латинским авторам вошли в состав полного собрания его сочинений (Женева, 1766).